# Liebätz
Liebätz ist ein Ortsteil der Gemeinde Nuthe-Urstromtal im Landkreis Teltow-Fläming in Brandenburg.

## Geografische Lage

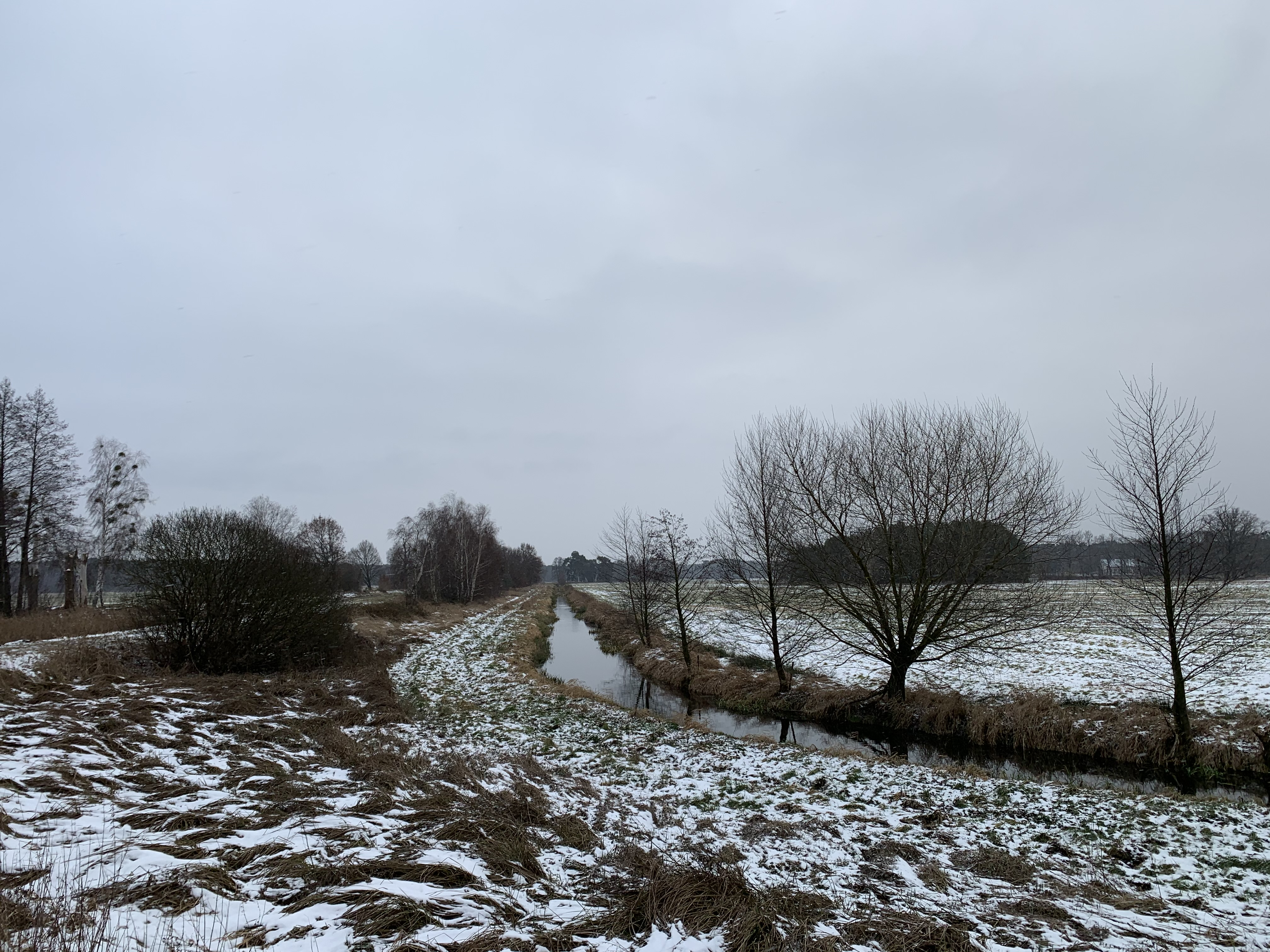
Illichengraben bei Liebätz

Der Ort liegt nördlich des Gemeindezentrums. Die angrenzenden Ortsteile und Gemeinden sind (im Uhrzeigersinn): Märtensmühle, Wiesenhagen, Woltersdorf, Ruhlsdorf und Berkenbrück. Ein Großteil der Gemarkung ist mit Wald und Wiesen bewachsen und gehört zum Landschaftsschutzgebiet Nuthetal-Beelitzer Sander. Im Osten fließt die Nuthe in Süd-Nord-Richtung durch das wasserreiche Gebiet. Sie wird in Liebätz durch den zufließenden Illichengraben und den Horst-Wallgraben gespeist.

## Geschichte und Etymologie

### 13. bis 16. Jahrhundert
Die Bedeutung des Ortsnamens ist umstritten. Einige Quellen geben an, dass es sich um einen Siedler mit dem Namen Lubek gehandelt haben soll, andere ziehen die wendische Göttin Liuba hinzu, während eine dritte Deutung das slawische Wort für Tiefe oder tief liegender Ort angibt. Der Name wandelte sich zu Lubetzk im Jahr 1534 bzw. Lübetz im Jahr 1753. Erst 1775 erschien die Schreibweise Libetz und auch Liebätz in den Akten.
Überlieferungen zufolge sind aus dem 6. bis zum 12. Jahrhundert Spuren slawischer Besiedlungen bekannt. Die erste urkundliche Erwähnung findet sich im Jahr 1285 als Lubetz. Der Rundling wurde in diesem Jahr von der Familie von Richow an das Kloster Zinna in Jüterbog verkauft. Die Zisterzienser erwarben das Dorf (villa) „mit allem Recht“, was 1308/1309 nochmals und 1435 endgültig bestätigt wurde. Zur Gemarkung gehörte zu dieser Zeit auch der See Lubetza, der unter brandenburgischer Landeshoheit stand und im 21. Jahrhundert verlandet und nicht mehr vorhanden ist. Über die Geschichte in den folgenden Jahrzehnten ist bislang nichts bekannt. Erst im Jahr 1480 erschien ein Eintrag im Landbuch der Abtei und des Klosters Zinnas über das Dorf. Es war zu dieser Zeit 11 Hufen groß. Der Dorfschulze bewirtschaftete zwei Lehnhufen und besaß das Recht, auf dem See acht Balreusen auszulegen. Es gab weiterhin neun Einhufner und zwei Kossäten. Der Pfarrer in Luckenwalde bekam von jeder Hufe ein Scheffel Roggen. Anschließend gab es erneut über viele Jahrzehnte keine weiteren Überlieferungen. Bei einer Visitation der Kirchen und Klöster im Erzstift Magdeburg im Jahr 1562 wurden im Dorf zwölf Hauswirte gezählt. Sechs Jahre später gab es nach wie vor den Schulzen mit zwei Lehnhufen, neun Einhufner und zwei Kossäten. Eine Kirchen-, Schul- und Hospitalien-Visitation im Erzstift Magdeburg im Jahr 1584 ergab erneut 12 Hauswirte. Für das Jahr 1586 weist das Erbbuch des Amtes Zinna eine gesamte Abgabenlast von 3 Taler und 2 Groschen zum 70. Pfenning aus.
1598 errichteten die Bewohner inmitten des Rundlings einen Sakralbau. Der Ort gehörte wohl seit etwa dieser Zeit als Tochterkirche zu Luckenwalde und wurde vom dortigen Diakon seelsorgerisch betreut. Um 1600 lebten im Dorf ausweislich eines Vortzeichnüß der Ämbter, Clöster, Gerichtsjunkern unnd Dorfer im Erzstift Magdeburg weiterhin zwölf Hauswirte.

### 17. Jahrhundert
1605 kam es zu einem Großbrand, bei dem die Höfe und auch die erst kürzlich errichtete Kirche vernichtet wurden. Kurz nach ihrem Wiederaufbau zerstörten schwedische Soldaten im Dreißigjährigen Krieg das Dorf. Einige Bewohner konnten auf den östlich gelegenen, rund 44,7 Meter hohen Liezenberg fliehen. Das Dorf fiel nicht wüst, sondern wurde wieder aufgebaut, wenn auch erst 1655 mit einer neuen Kirche. Ausweislich des Erbbuches des Amtes Zinna aus dem Jahr 1642 gab es „im Frieden“ insgesamt zwölf besessene Mann: einen Lehnmann, neun Hufner und zwei Kossäten. Diese beiden besaßen einen „Garten hinterm Haus, bei Woltersdorf an der Grenze 1 Plan Land von 8 Stück und 4 Endichen Land unter den Bäckern“. Der andere besaß einen Garten „hinterm Haus, 1 Plan Land an der Grenze nach Märtensmühle von 8 Stücken und 4 Endichen Land unter den Bäckern“. Eine weitere Statistik stellte der Anschlag des Churfürstlichen Brandenburgischen Ambts Zinna incl. Scharfenbrück und Gotto aus dem Jahr 1684 dar. Er beschrieb zwölf Güter, die von einem Schulzen, neun Hufnern und zwei Kossäten besetzt waren. Zwei Jahre später erschien im Catastrum des Luckenwaldischen Creyses eine ausführliche Darstellung der Bewohner einschließlich der Mengen, die sie auf ihren Feldern aussäen konnten. Der Schulze brachte es demnach auf seinen zwei Hufen auf 22 Scheffel Aussaat und eine Ernte von 6 Fudern Heu. Er besaß eine Wohnung mit Garten und einer Weide, durfte Viehzucht und die Fischerei betreiben und Holz schlagen. Die neun Hufner hatten je eine Hufe mit 11 Scheffel Aussaat und einer Ernte von vier Fudern Heu. Auch sie durften Fischen und Holz schlagen. Die beiden Kossäten kamen auf je 2 3⁄4 Scheffel Aussaat und vier Fuder Heu.

### 18. Jahrhundert
Der Generalpachtanschlag vom Amt Zinna aus dem Jahr 1727 nannte für Liebätz den Lehnschulzen, neun Hufner und zwei Kossäten. Aus dem Folgejahr ist eine Aussaatliste überliefert, nach der die zehn Bauern elf Hufen bewirtschafteten, auf denen sie 4 Wispel 23 Scheffel 4 Metzen Aussaat vornahmen. Die beiden Kossäten kamen auf 5 Scheffel 8 Metzen Aussaat. Im Jahr 1738 gab es ausweislich einer Prästationstabelle des Amtes Zinna im Dorf einen Zweihufner, neun Einhufner und zwei Kossäten, während die Spezifikation der Dörfer und Städte der Kurmark von 1745 insgesamt zehn Hufner, zwei Kossäten und sechs Büdner aufzählt. Im Jahr 1749 lebten auf elf Hufen insgesamt zehn Vollspänner, vier Kossäten und ein Häusler. Ein weiterer Generalpachtanschlag des Amtes Zinna aus den Jahren 1749/1755 berichtete von zehn Hufnern, darunter ein Zweihufner und neun Einhufnern. Es gab zwei Kossäten und drei Büdner. Sie bewirtschafteten 32 Morgen (Mg) 40 Quadratruten (QR) Wiese und 15 Mg neue Wiese, die 1744 zugemessen wurde. Die Familienstandstabellen der Amtsdörfer und Stadt Luckenwalde aus dem Jahr 1772 zeigen auf, dass es zehn Hufner und zwei Kossäten sowie vier Büdner, einen Kuhhirten, einen Schäfer sowie einen Schulmeister gab. Im Dorf lebten je 18 Männer und Frauen sowie fünf alte Männer und sechs alte Frauen. Es gab 14 Söhne, die über zehn Jahre alt waren und zwei darunter sowie zehn Töchter, die über zehn Jahre alt waren und sechs darunter. Im Dorf lebten außerdem drei Knechte und fünf Mägde. Im Einlieger lebte ein Mann, zwei Frauen und ein Sohn. Die Historischen Tabellen der Kurmark 1789/1791 führten für das Jahr 1791 insgesamt zehn Bauern, zwei Kossäten, fünf Büdner, fünf Hausleute oder Einlieger auf. In Liebätz gab es in Summe 20 Feuerstellen (=Haushalte).

### 19. Jahrhundert
Im Jahr 1801 gab es nach Bratring im Dorf einen Lehnschulzen, neun Ganzbauern, zwei Ganzkossäten, einen Büdner sowie einen Krug. Die Gemarkung war 34 Bauernhufen groß; es wurden 20 Feuerstellen (=Haushalte) betrieben. Ausweislich einer statistischen Übersicht des Amtes Zinna bewirtschafteten die Einwohner im Jahr 1812 insgesamt 192 Mg 150 QR Acker und brachten dort je 9 Wispel 15 Metzen Aussaat aus. Im Dorf sind aus dem Jahr 1813 ein Lehnschulze, neun Bauern, zwei Kossäten, fünf Büdner, ein Schulhaus, ein Gemeinde-Kuhhirtenhaus sowie ein Pferde- und Schweinehirtenhaus überliefert. Das lässt den Rückschluss zu, dass die Tiere des Dorfes gemeinsam gehütet wurden. Es gab weiterhin einen Schneider, fünf Webstühle sowie vier Weber mit zwei Gehilfen. Der Haupterwerb lag jedoch in der Fischerei – von Liebätz aus wurde insbesondere das südlich gelegene Luckenwalde beliefert. Für das Fischrecht zahlten die Einwohner zwei Scheffel Roggen an das Amt Zinna. Im Jahr 1840 gab es vier Weber mit zwei Gehilfen. Zwei der Weber betrieben je zwei Stühle, die beiden anderen nur einen Webstuhl. Außerdem arbeitete in Liebätz ein Schneider. In der Mitte des 19. Jahrhunderts musste der Kirchturm abgestützt werden – das Bauwerk wurde baufällig und drohte einzustürzen. 1856 errichtete die Kirchengemeinde daher eine neue, neugotische Saalkirche. Das Ortschaftsverzeichnis aus dem Jahr 1858 führte für Liebätz weiterhin fünf öffentliche, 22 Wohn- und 44 Wirtschaftsgebäude auf, darunter auch eine Getreidemühle. Um 1860 verlandete der See Lubetza durch Meliorationsmaßnahmen und damit endete auch die Fischerei in Liebätz. Gleichzeitig kämpfte die Weberei mit der aufkommenden Konkurrenz aus Luckenwalde und musste schließlich ebenfalls eingestellt werden. Im Jahr 1891 erschien Liebätz als Dorf mit Mühle. Im Jahr 1897 wurden 21 Hektar der Gemarkung an den Forstgutsbezirk Woltersdorf abgetreten; zwei Jahre später weitere 2,6 Hektar gegen 0,2 Hektar aus dem Forstgutsbezirk getauscht.

### 20. Jahrhundert

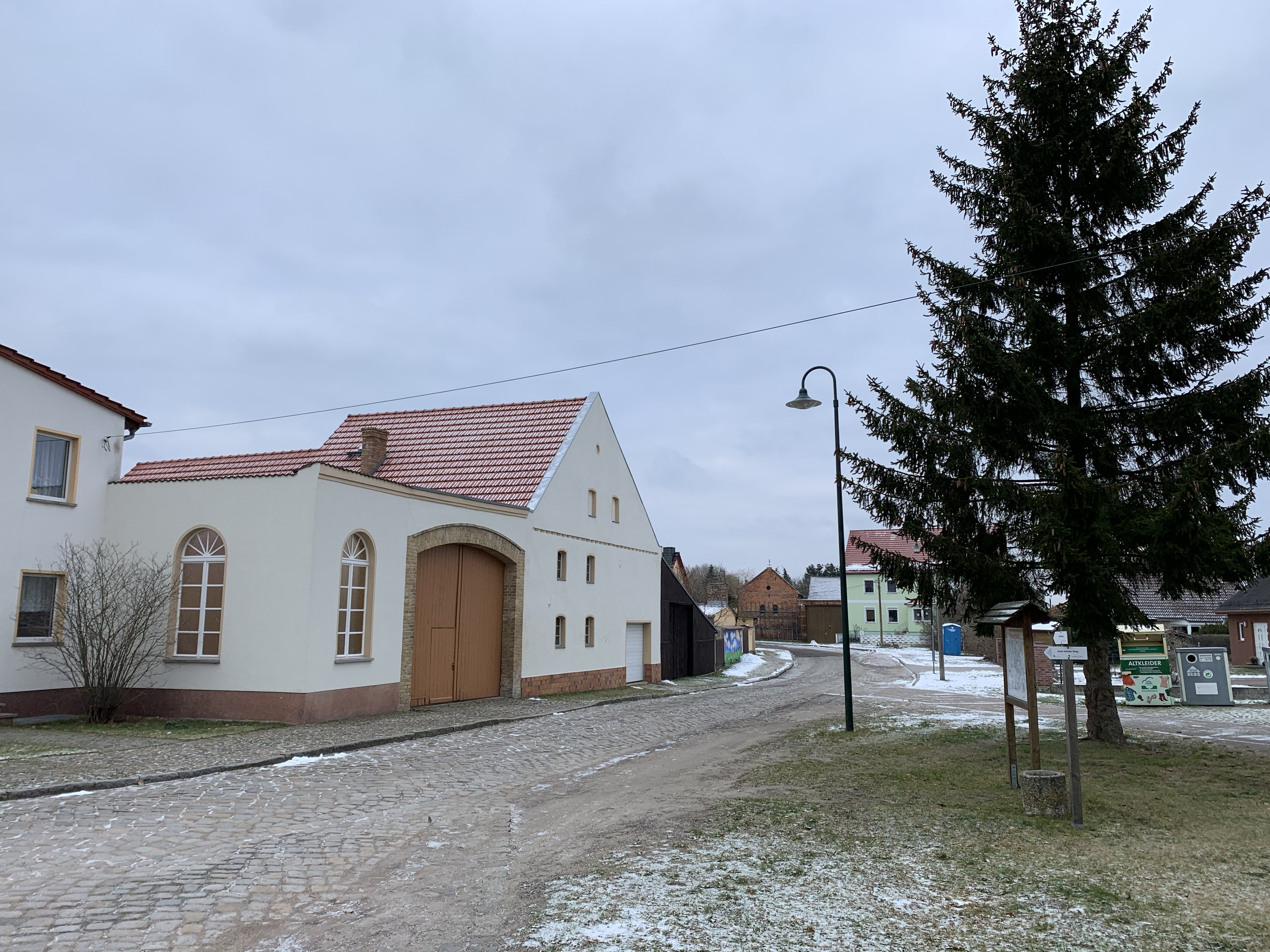
Ortsansicht

Aus dem Viehstands- und Obstbaumlexikon ist bekannt, dass im Jahr 1900 im Dorf 25 Häuser standen. Es gab sieben Bauern, den die nachfolgenden Flächen bewirtschafteten: 50,20 Hektar, 49,20 Hektar, zweimal 47,20 Hektar, zweimal 45,20 Hektar und 44 Hektar. Dem Halbbauern standen 30,20 Hektar, den beiden Kossäten 25,20 Hektar bzw. 21,20 Hektar zur Verfügung. Der Lehngutsbesitzer bewirtschaftete 85,25 Hektar, der Müller 3,03 Hektar und der Stammgutsbesitzer 3,70 Hektar. Erstmals schien in dieser Aufstellung auch ein Lehrer im Ort. Im Jahr 1916 wurde die Kirchengemeinde selbstständig und fortan als Tochterkirche von Woltersdorf geführt. Zur gleichen Zeit wurde das Forsthaus Märtensmühle von Luckenwalde nach Liebätz umgepfarrt. Das Gemeindelexikon aus dem Jahr 1932 führt für das Jahr 1931 in der Landgemeinde Liebätz insgesamt 25 Wohnhäuser mit 33 Haushaltungen auf. Im Jahr 1939 gab es neun land- und forstwirtschaftliche Betriebe, die zwischen 20 und 100 Hektar groß waren, sechs zwischen 5 und 10 Hektar sowie 5 Betriebe zwischen 0,5 und 5 Hektar.
Am 1. Mai 1945 kam es im Zuge des Zweiten Weltkrieges zu einem Beschuss durch Artillerie. Die Kirche brannte aus; weitere Gebäude wurden stark beschädigt. 1950 begann der Wiederaufbau, der 1952 mit einer erneuten Kirchweihe abgeschlossen werden konnte. Im Jahr 1948 wurden 69,1 Hektar Fläche enteignet, darunter 14 Hektar Acker, 0,5 Hektar Hofräume, 18,5 Hektar Wiese und Weide, 32,2 Hektar Wald, 3,6 Hektar Wege und Ödland sowie 0,4 Hektar Gärten. Davon wurde 10,1 Hektar auf einen landlosen Bauern und Landarbeiter verteilt, 17,4 Hektar gingen an sieben landarme Bauern, 28,3 Hektar an 2 Umsiedler. Weitere 0,7 Hektar erhielt ein nichtlandwirtschaftlicher Arbeiter bzw. Angestellter, während 10 Hektar an die Gemeinde fielen. Die Vereinigung der gegenseitigen Bauernhilfe (VdgB) erhielt weitere 2,1 Hektar.
Vor der Gründung der Gemeinde Nuthe-Urstromtal 1993 war Liebätz seit 1969 ein Ortsteil der Gemeinde Märtensmühle. Seitdem ist es ein eigenständiger Ortsteil innerhalb der neuen Gemeinde.

## Bevölkerungsentwicklung
| Jahr      | 1772 | 1791 | 1801 | 1817 | 1837 | 1858 | 1871 | 1885 | 1895 | 1905 | 1925 | 1939 | 1946 |
| Einwohner | 91   | 114  | 129  | 135  | 136  | 152  | 152  | 133  | 141  | 138  | 147  | 125  | 150  |

## Sehenswürdigkeiten

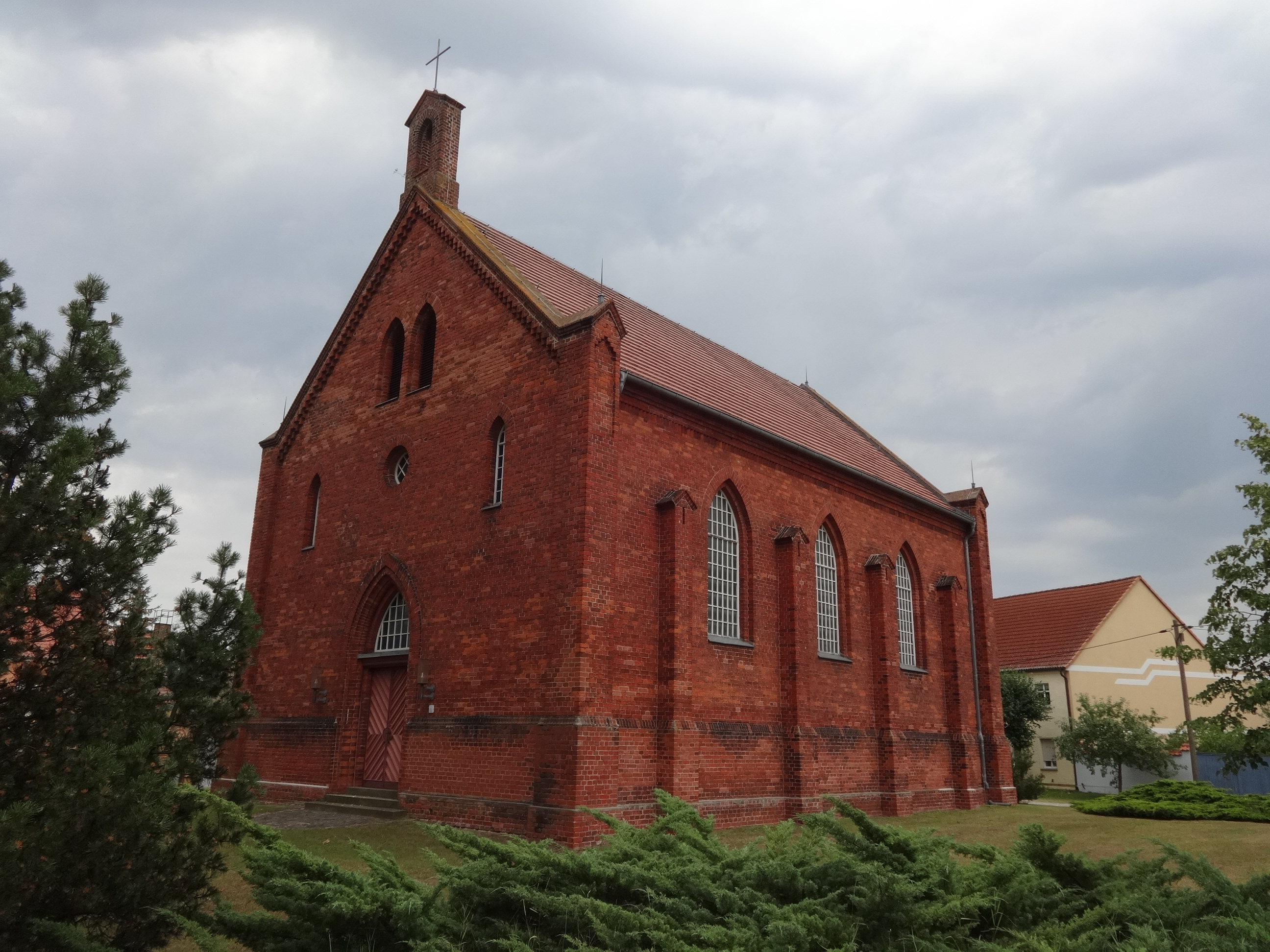
Dorfkirche Liebätz

- Dorfkirche Liebätz: Die neugotische Saalkirche entstand aus rötlichen Mauerziegeln im Jahr 1856 und wird im Dehio-Handbuch als Typ Schinkelscher Landkirchen bezeichnet.[6]
- Östlich der Gemarkung liegt das Naturschutzgebiet Rauhes Luch als Teil des Naturparks Nuthe-Nieplitz. Das 42 ha große Gelände ist ein für die Niederungsgebiete dieser Region seltenes Zwischenmoor, das durch die Verlandung eines Talkessels entstand.

## Wirtschaft, Politik und Infrastruktur
Im Ort gibt es einige Handwerksbetriebe sowie eine Hundepension und eine Weberei.
Der Ortsvorsteher ist Sven Suck (Stand: Januar 2021).
Die Kreisstraße 7220 führt von Trebbin aus über Märtensmühle in nördlicher Richtung in den Ort und in südwestlicher Richtung über Ruhlsdorf nach Luckenwalde. Etwa in der Mitte der Gemarkung des Ortes zweigt von ihr die Kreisstraße 7221 in südöstlicher Richtung nach Woltersdorf. Die Verkehrsgesellschaft Teltow-Fläming bindet den Ortsteil mit der Linie 757 nach Luckenwalde und Trebbin an.